# Air Conflicts: Pacific Carriers
Air Conflicts: Pacific Carriers est un jeu vidéo de simulation de combat aérien sorti en 2012, développé par le studio Games Farm et co-édité par bitComposer Games (en) sur PC (Linux, Mac, Windows) ainsi que Micro Application sur PlayStation 3 et Xbox 360. Le joueur participe à des combats aériens dans le contexte de la Seconde Guerre mondiale.
Le jeu fait partie de la franchise Air Conflicts.

## Système de jeu
Pacific Carriers met en scène des batailles aériennes dans le cadre de la Seconde Guerre mondiale, plus précisément sur le front Pacifique. Le joueur a à disposition plusieurs avions militaires de chacun des deux camps (américains et japonais). Le joueur évolue dans des reconstitutions artificiels des batailles de Pearl Harbor ou de Midway, par exemple. Le but du joueur est de livrer et remporter des combats aériens, dont l'accessibilité est orienté « arcade ».
Le jeu comporte quatre campagnes solo. Le jeu contient quatre modes multijoueur jusqu'à huit joueurs en simultané.
Le jeu est compatible avec le PlayStation Move sur PlayStation 3 et PlayStation 4.

## Développement
Pacific Carriers est développé par le studio slovaque Games Farm. Le jeu sort le 11 octobre 2012 sur Linux et MacOS, puis le 21 septembre sur Windows — ils sont tous édités par bitComposer Games (en). Ce même jour, le jeu est porté sur PlayStation 3 et Xbox 360, le studio ayant fait appel à la maison d'édition française Micro Application. Les versions consoles bénéficient également d'une compatibilité 3D.

### Rééditions
Pacific Carriers est réédité en 2015 sur PlayStation 4. Puis, en 2019, le jeu est porté sur la Nintendo Switch. Le jeu est édité par Kalypso Media via une offre groupée avec son prédécesseur sous l'intitulé Air Conflicts Collection.

## Accueil
- Jeuxvideo.com : 13/20[1] (PC), 14/20[5] (PlayStation 3, Xbox 360) ;
- PC Gamer : 7/10[6],[7] (PC).